# رونانگا
رونانگا (به لاتین: Runanga, New Zealand) یک زیستگاه انسانی در نیوزیلند است که در Grey District واقع شده‌است.

## خصوصیات
رونانگا  ۱٬۲۲۱ نفر جمعیت دارد.